# Капорін Євген Васильович
Євге́н Васи́льович Капо́рін (нар. 11 лютого 1986, Суми, Українська РСР) — український телеведучий та  актор театру і кіно. Володар Гран-прі міжнародного конкурсу гумору і сатири м. Одеса.

## Життєпис
Євген Капорін народився 11 лютого 1986 року в місті Суми.
У 2007 році закінчив Київську муніципальну академію естрадного та циркового мистецтв (актор естради і кіно), майстерня Д.В.Бабаева і В.А. Лісенбарта.
Ведучий телепрограми «Індіго» на каналі «UA:Перший».
Неодружений.

## Культурні погляди
Активний прихильник та захисник використання російської мови в Україні.

## Театральні роботи
- «Павлик Морозов» Леся Подерев'янського, постановка Андрія Крітенка — Павлик Морозов
- «Сни Васіліси Єгорівни» Леся Подерев'янського, постановка Андрія Крітенка — Йорик (2012)
- «Андрій Ворхола. Вигадка» — Енді Ворхол

## Фільмографія
| Рік  | Проект                            | Роль                                                |
| ---- | --------------------------------- | --------------------------------------------------- |
| 2019 | Папік                             | товариш мецената                                    |
| 2018 | СОТКА                             | Леопольд — головна роль                             |
| 2016 | Село на мільйон                   | Коля — головна роль                                 |
| 2016 | Підкидні                          | Євген                                               |
| 2016 | Квадрати (короткометражний)       |                                                     |
| 2016 | Агенти справедливості             |                                                     |
| 2016 | Недотуркані                       | Ігор Васильович Жуйвода, депутат-син — головна роль |
| 2016 | Громадянин Ніхто                  | син Коновалова                                      |
| 2016 | 25-а година                       | Степнов-молодший                                    |
| 2015 | Володимирська, 15                 | Антон                                               |
| 2015 | Лінгвістка (короткометражний)     |                                                     |
| 2014 | Особиста справа                   | Сергій Баришніков                                   |
| 2014 | Лабіринти долі                    | Роман                                               |
| 2014 | До побачення, хлопчики            | Чернов, взводний                                    |
| 2014 | Горчаков                          | Михайло                                             |
| 2013 | Тариф «Щаслива сім'я»             | Слава Заремба, однокласник Ніни, підприємець        |
| 2013 | Пастка                            | продавець зброї                                     |
| 2013 | Загублене місто                   | Влад                                                |
| 2012 | Свати-6                           | Льоха                                               |
| 2012 | Смерть шпигунам. Прихований ворог | вартовий біля складу                                |
| 2012 | Порох і дріб                      | Андрій Храмов, син голови Фонду ветеранів           |
| 2012 | Лист очікування                   | епізод                                              |
| 2012 | Жіночий лікар                     | Вова Жевакін, бойфренд Лялі                         |
| 2012 | Джамайка                          | лікар                                               |
| 2012 | Історії графомана                 | Вова                                                |
| 2012 | Повернення Мухтара-8              | поліцейський                                        |
| 2011 | Анна Герман                       | волейболіст                                         |
| 2011 | Свати-5                           | Льоха                                               |
| 2011 | Небесні родичі                    | співак                                              |
| 2011 | Моє нове життя                    | Артур                                               |
| 2011 | Екстрасенси-детективи             | Марк Арнтгольц                                      |
| 2011 | Дід                               | Андрій, правнук Львова                              |
| 2011 | Повернення Мухтара-7              | аранжувальник                                       |
| 2010 | Єфросинія                         | Сашок (Немає в титрах)                              |
| 2010 | Сусіди                            | Олексій Поліщук, син Петра і Світлани               |
| 2010 | Маршрут милосердя                 | епізод                                              |
| 2010 | Брат за брата                     | Льоша Воробйов                                      |
| 2009 | Повернення Мухтара-6              | Олег Вєтров/дід Мороз/міліціонер                    |
| 2009 | Чужі душі                         | продавець                                           |
| 2009 | По закон                          | Сергій Семенович                                    |
| 2008 | Рідні люди                        | студент, друг Андрія                                |